# Songs from the Wood
Songs from the Wood — десятый студийный альбом британской рок-группы Jethro Tull, вышедший в 1977 году.

## Об альбоме
Songs from the Wood характеризуется ярким фолк-роковым звучанием (по мнению многих музыкальных критиков — эталон жанра). Первый диск, в записи которого участвовал Дэвид Палмер в качестве полноправного члена группы.
В песне «Jack-in-the-Green» все партии сыграл Йен Андерсон. Songs from the Wood выдержал несколько переизданий. 

## Список композиций
Все песни написаны Йеном Андерсоном.
1. «Songs From The Wood» — 4:52
2. «Jack-In-The-Green» — 2:27
3. «Cup Of Wonder» — 4:30
4. «Hunting Girl» — 5:11
5. «Ring Out, Solstice Bells» — 3:43
6. «Velvet Green» — 6:03
7. «The Whistler» — 3:30
8. «Pibroch (Cap In Hand)» — 8:27
9. «Fire At Midnight» — 2:26

## Бонус-треки
Переиздание 2003 года содержит бонус-треки:
1. «Beltane» — 5:19
2. «Velvet Green» (Live) — 5:56

## Участники записи
- Йен Андерсон — флейта, акустическая гитара, мандолина, вокал;
- Бэримор Барлоу (Barriemore Barlow) — ударные, перкуссия;
- Мартин Барр (Martin Barre) — электрогитара;
- Джон Эван (John Evan) — фортепиано, орган, синтезаторы;
- Джон Гласкок (John Glascock) — бас-гитара, вокал;
- Дэвид Палмер (David Palmer) — портативный орган, синтезаторы.